# عمو گوشت
«عمو گوشت» (به انگلیسی: Uncle Meat) آلبومی از هنرمند اهل ایالات متحده آمریکا فرانک زاپا است که در سال ۱۹۶۹ میلادی منتشر شد.